# Система футбольних ліг Азербайджану
Система футбольних ліг Азербайджану одна з найкомпактніших систем футбольних чемпіонатів країн-членів УЄФА. Вона складається всього з двох дивізіонів: Прем'єр-ліги та Першого дивізіону. Раніше в чемпіонаті Азербайджану був Другий дивізіон, якого немає на даний час. 
У сезоні 2021—2022 у турнірі Прем'єр-ліги брало участь 8 клубів, у турнірі Першого дивізіону — 13 клубів (з них 8 фарм-клубів Прем'єр-ліги). Сезон починається в серпні та триває до кінця травня наступного року з зимовою перервою з початку грудня до середини лютого. Команда, що посіла перше місце за підсумками сезону в Першому дивізіоні, має переходити у Прем'єр-лігу, а найгірший клуб Прем'єр-ліги має понижуватися до Першого дивізіону. Проте, останній раз ротація між Прем'єр-лігою та Першим дивізіоном відбулася після завершення сезону 2017—2018.
Нижче Першого дивізіону Азербайджанська регіональна ліга (24 клуби), ще нижче — Аматорська ліга АФФА (36 клубів).
Під цією національною структурою знаходяться 9 регіональних ліг, які включають Північну, Західну, Нахічеванську, Центральну, Карабахську, Бакинську, Південну та Північно-Західну регіональні футбольні ліги. Усі вони контролюються АФФА, але вони не беруть участі в Кубку Азербайджану
Аматорська ліга Азербайджану розділена на чотири регіони, які включають Баку, Північний, Західний і Центральний регіони.
У жіночому футболі Азербайджану є тільки чемпіонати для дівчат не старше 17 і 15 років : жіноча першість не проводиться з 2011 року.